# Marcantonio Michiel
Marcantonio Michiel (auch Marcanton Michiel oder Marco Antonio Michiel) (* 1484 in Venedig; † 9. Mai 1552 ebenda) war ein venezianischer Adliger. Seine Aufzeichnungen zu Künstlern, Kunstwerken und Galerien seiner Zeit stellen eine wichtige kunsthistorische Quelle dar.

## Leben und Werk

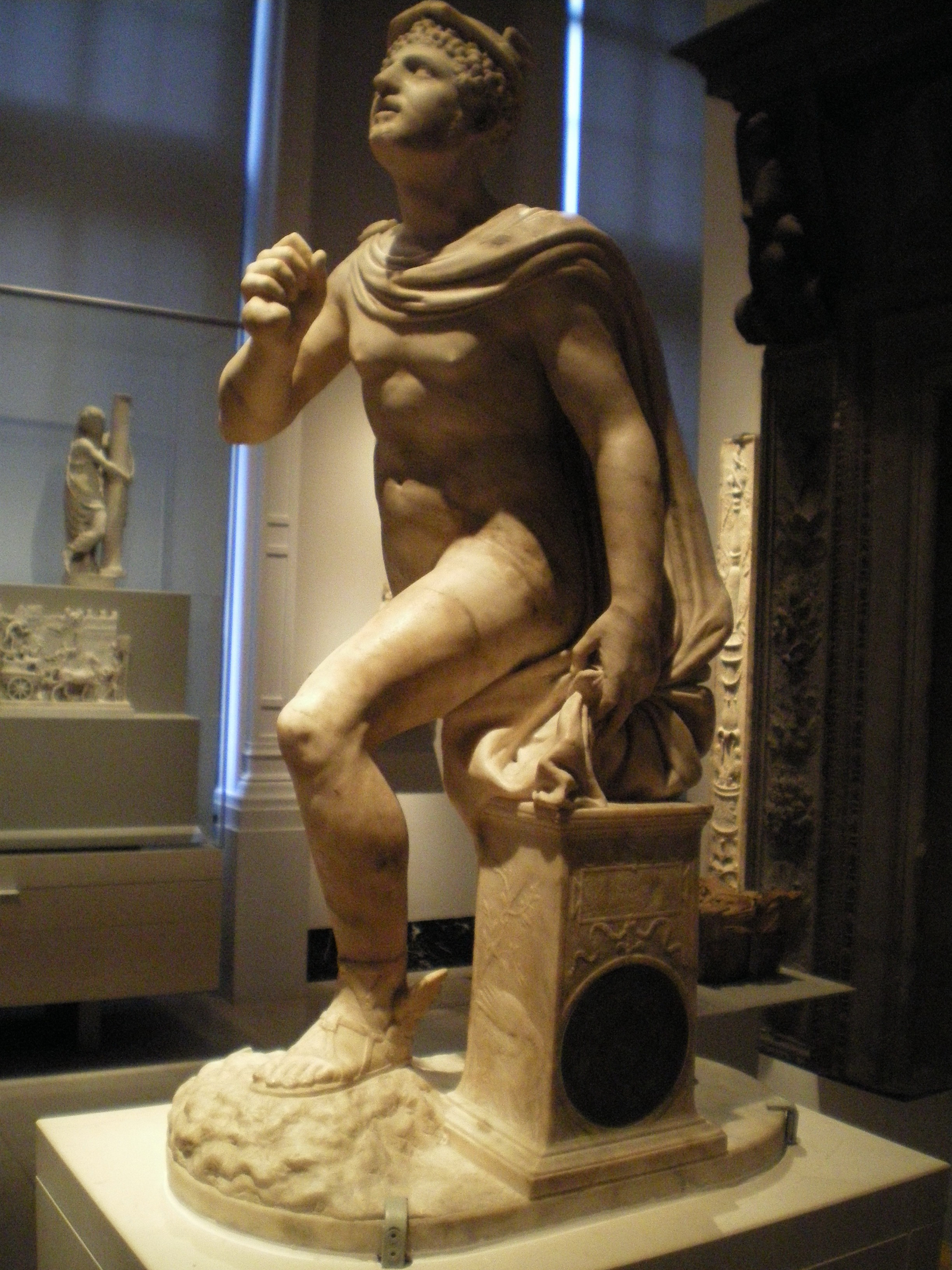
Antonio Minelli, Merkur (1527), Victoria and Albert Museum. An der von Marcantonio Michiel in Auftrag gegebenen Marmorstatue ist eine Bronzeplatte angebracht, die sein Horoskop für den 15. Juni zeigt.

Marcantonio war der Sohn des venezianischen Patriziers Vittore di Michiel und der Paola di Silvestro Pessina, die nicht aus einer Patrizierfamilie stammte.
Am 23. Mai 1528 heiratete er Maffea di Maffeo Soranzo. Mit ihr hatte er mindestens fünf Söhne.
Im Jahre 1525 wurde Marcantonio beschuldigt, seinen Cousin angegriffen und beraubt zu haben. Das Gericht befand ihn für schuldig. Er musste eine hohe Geldstrafe zahlen und durfte für ein Jahr keine Regierungsaufgaben übernehmen. Der mit der Verurteilung zusammenhängende Ehrverlust verwehrte Marcantonio den Aufstieg in höhere Ämter, wodurch er aber auch mehr Zeit fand,
sich kulturell zu bilden und als Kunstsammler zu betätigen.
Er machte nachweislich zwischen 1521 und 1543 Notizen (Notizia d’opere del disegno) zu Kunstwerken aus Sammlungen in Venedig, Padua, Mailand und anderen oberitalienischen Städten.
Michiel starb am 9. Mai 1552 in Venedig und wurde in der Kirche San Lorenzo begraben. Seine Notizia d’opere del disegno wurden im 19. Jahrhundert von Theodor von Frimmel ediert und zusammen mit einer Übersetzung ins Deutsche unter dem Titel Der Anonimo Morelliano veröffentlicht. Besonders die Giorgione-Forschung profitiert von den Notizen Michiels.

## Sekundärliteratur
- Jennifer Fletcher: Marcantonio Michiel: His Friends and Collection. In: The Burlington Magazine. Nr. 123 (1981), S. 453–467.
- Gino Benzoni: Michiel, Marcantonio. In: Mario Caravale (Hrsg.): Dizionario Biografico degli Italiani (DBI). Band 74: Messi–Miraglia. Istituto della Enciclopedia Italiana, Rom 2010.